# Wesselin Chantschew
Wesselin Simeonow Chantschew (bulgarisch Веселин Симеонов Ханчев; * 4. April 1919 in Stara Sagora; † 4. November 1966 in Sofia) war ein bulgarischer Lyriker.
Chantschew studierte Jura in Sofia, kämpfte im Zweiten Weltkrieg, arbeitete nachd em Krieg als Journalist und war Diplomat in Paris. Er verarbeitete die Erfahrung des Krieges in 1954 erschienenen patriotisch gefärbten Gedichten aus der Patronentasche. Es folgten weitere Veröffentlichungen, wobei er für seine Lyrik einen freien Versbau und eine assoziative Bildsprache verwendete. Er wurde mit dem Dimitroffpreis ausgezeichnet.

## Werke
- Испания на кръст, 1937
- Избрани стихове, 1948
- Знаме на дружбата, 1952
- Луиджи, 1953
- Стихове в паласките, 1954 (1957, 1960)
- Смешен пантеон, 1957
- Лирика, 1960
- Машината на времето, 1960
- Роза на ветровете, 1960
- Чудната врата, 1960
- Лирика, 1961
- Стихотворения, 1962
- Пъстро ято, 1963
- За да останеш, 1965
- Свирепият славей, 1965
- Стихотворения, 1966
- Стихотворения, 1966
- Малки пиеси за големи сърца, 1967
- Избрани произведения, 1969
- Избрани творби, 1976 (1980, 1986)
- Жив съм, 1987